# مفاوضات الوسيط البريطاني والإيراني مع حاكم الشارقة
- مفاوضات الوسيط البريطاني، الإيراني مع حاكم الشارقة: كان على الشارقة أمام هذا الموقف أن تواجه الأمور وحدها وأن تقرر ما تراه تجاه تلك الضغوط والتهديدات المتواصلة باحتلال الجزيرة، وبعد مفاوضات طويلة طرح السيد: وليم لوس مشروع اتفاق على إمارة الشارقة يتضمن نقطتين أساسيتين:ـ
- الأولى : اقتسام الجزيرة بين إيران والشارقة لقاء مبلغ من المال يتفق عليه فيما بعد على ألا تدعي الشارقة السيادة على الجزيرة كما لا تدعي إيران السيادة عليها لمدة سنتين بعدها يتقرر مصيرها.
- الثانية: تأجير « جزيرة أبو موسى » لحكومة إيران لمدة 99 سنة، قابلة للزيادة لقاء مبلغ من المال يتفق عليه على أن يبقى علم الشارقة مرفوعاً فوق المخفر الوحيد هناك، ويحق لحكومة إيران إقامة قواعد في المناطق التي تختارها.[1] [2][3][4][5][6]

وكان الرد على هذا المشروع بالرفض.
وكان شاه إيران قد أظهر استداده أمام: السير وليم لوس، للاتفاق مع حاكم الشارقة ضمن شروط وضعها بنفسه هي:ـ
1. احتلال القوات الإيرانية لجزيرة أبوموسى دون اعتراض من الشارقة وحاكمها.
2. عند احتلال القوات الإيرانية لجزيرة أبوموسى فعلى الشارقة أن تسحب قوات الشرطة التابعة لها.
3. ان موضوع السيادة يجب الآ يذكر لمدة سنتين تقرباً وبعدها تنتقل السيادة على الجزيرة إلى إيران.
4. ان الشاه مستعد أن يمد الشارقة بمساعدات مالية سنوية ابتداء من التوصل إلى اتفاقية ونزول القوات الإيرانية على الجزيرة. وفي حالة اكتشاف البترول حول الجزيرة فان الشاه مستعد لاعطاء الشارقة نسبة مئوية من العائدات، (كل هذا على شرط أن تاتزم الشارقة وحاكمها بالسكوت التام وعدم الاعتراض على الاجراءات الايؤانية).
5. ان الشاه مستعد لعمل اتفاقية مكتوبة بخصوص المساعدات المالية التي يعرضها، ولكنه غير مستعد لعمل اتفاقية مكتوبة بخصوص السيادة على الجزر أو أي شئ يعتبر مساساً بهذه السيادة.

وقد لاقى هذا العرض الرفض الكامل من حاكم الشارقة ال1ي اعتبره مساساً بحقوق العرب.
وفي كلمة القاها الشيخ خالد بن محمد القاسمي حاكم الشارقة في آخر شهر أكتوبر عام 1971 في جمع كبير من أبناء الشارقة عقب اجتماعه بالمفارض البريطاني وليم لوس، قال: ان الشارقة ترفض رفضاً قاطعاً الشرط التي عرضها لوس ونعتبرها شروطاً تمس بسيادة الشارقة التي لا يمكننا التنازل عنها أو عن أي شبر واحد من التراب العربي الذي هو ملك للأمة العربية جمعاء.
واشد سموه في حبنها الدول العربية أن تتخذ موقفاً موحداً ازاء هذه القضية.
وتواصلت الضغوط على الشارقة في التخيير بين الرضوخ للمطالب الإيرانية والوصول إلى تفاهم ودى يبقى للشارقة وجوداً في الجزيرة أو الاحتلال الكامل للجزيرة والحاقها كلية بأيران.
ونظراً للظروف التي كانت تحيط بالوطن العربي من الضعف والتشتت واختلاف المذاهب والمشارب مما كان من الصعب معه الوصول إلى موقف عربي موحد تجاه أية مشكلة تواجه قطراً من الأقطار.
في ظل ذلك الواقع تحركت المفاوضات البريطانية الإيرانية بشأن الجزر العربية الثلاث في غير صالح الحق العربي، وتكالبت الضغوط الإيرانية البريطانية على امارتي رأس الخيمة والشارقة لقبول الشروط الشاهنشاهية مقابل الاغراءات الإيرانية المعتمدة من الحكومة البريطانية. والا فالتهديدات بالاحتلال الإيراني والوعيد بالغضب الشاهنشاهي.
فكان رد رأس الخيمة قاطعاً بالرفض الحاسم لأي تنازل مهما كان وعدم التفريط بأي شكل من الأشكال بالسيادة العربية على جزيرتي طنب الكبرى وطنب الصغرى، وان على الأمة العربية أن تتحمل مسؤولياتها القومية تجاه هذه القضية، وان الأجيال العربية الحاضرة والقادمة كفيلة بالدفاع عن حقوق الأمة واستردادها.

## مذكرة التفاهم
رأت الشارقة أن تتوصل إلى تفاهم يرتكز على إنقاذ ما يمكن إنقاذه أمام الوعيد والتهديد الإيراني باحتلال « جزيرة أبو موسى » المتلازم مع الضغوط التفاوضية البريطانية، ففي يوم 29 نوفمبر من عام 1971 أعلن الشيخ خالد بن محمد القاسمي حاكم الشارقة من اذاعة صوت الساحل في معسكر المرقاب التابع لقوة ساحل عُمان بالشارقة بياناً قال فيه: انه قد اضطر إلى التوصل إلى ترتيب مع إيران للتشارك في السيادة على جزيرة أبوموسى في مواجهة التهديدات الصريح بالاستيلاء على الجزيرة بالقوة في حال عدم قبوله، إضافة إلى أن بريطانيا سبق أن أوضحت موقفها بصراحة من أنها عاجزة عن الدفاع عن الجزيرة في مواجهة تحركات إيرانية إذا لم يتم التوصل لترتيبات محددة قبل حلول موعد رحيلها عن الخليج.
وتنص مذكرة التفاهم التي توصل إليها السير وليم لوس مع الحكومة الإيرانية على مقدمة وستتة بنود تنص على ما يلي:ـ
 مقدمة:لا إيران ولا الشارقة ستتخلى عن المطالبة بأبوموسى، ولن تعترف أي منهما بمطالب الأخرى وعلى هذا الأساس ستجري الترتيبات التالية:
- 1 ـ سوف تصل قوات إيرانية إلى جزيرة أبوموسى، وتحتل مناطق ضمن الحدود المتفق عليها في الخريطة المرفقة بهذه المذكرة.
- 2 ـ (أ) ـ تكون لايران ضمن المناطق المتفق عليها والمحتلة من القوات الإيرانية صلاحيات كاملة، ويرفرف عليها العلم الإيراني.

ـ (ب) ـ تمارس الشارقة صلاحيات كاملة على بقية أنحاء الجزيرة، ويظل علم الشارقة مرفوعاً باستمرار فوق مخفر شرطة الشارقة، على نفس الأساس التي يرفع بموجبها العلم الإيراني على الثكنة العسكرية الإيرانية.
- 3 ـ تقر إيران والشارقة امتداد المياه الإقليمية للجزيرة إلى مسافة 12 ميلاً بحرياً.
- 4 ـ تباشر شركة (باتس جاز أند اويل كومبني) استغلال الموارد البترولية لأبوموسى وقاع البحر وما تحت قاع البحر في مياهها الإقليمية بموجب الاتفاقية القائمة، والتي يجب أن تحظى بقبول إيران. وتدفع الشركة نصف العائدات النفطية الحكومية الناجمة عن هذه الاتفاقية، نتيجة الاستغلال المذكور مباشرة إلى إيران، وتدفع النصف الثاتي إلى الشارقة.
- 5 ـ يتمتع مواطنوا إيران والشارقة بحقوق متساوية للصيد في المياه الإقليمية لأبوموسى.
- 6 ـ يتم توقيع اتفاقية مساعدة مالية بين إيران والشارقة.[1] [5][16][17][18][19]

## مضمون مذكرة التفاهم
كما أشرنا سابقاً إلى ظروف الإكراه والتهديدات باستعمال القوة التي سبقت وواكبت ابرام مذكرة التفاهم فانها لاتعدو كونها مجرد ترتيبات إدارية مؤقتة قصد منها اتاحة الفرصة للطرفين لإدارة الجزيرة واستثمار بعض ما بها من ثروات إلى أن يحسم موضوع السيادة عليها، ويمكن إجمال مضمون مذكرة النفاهم في النقاط التالية:ـ
- (أ) ـ ان إمارة الشارقة لم تتنازل بموجب مذكرة التفاهم عن سيدتها على جزيرة أبوموسى أو على أي جزر منها.
- (ب) ـ ان مذكرة التفاهم لم تنقل لايران السيادة على جزيرة أبوموسى أو على أي جزء منها.
- (ج) ـ ان وجود القوات الإيرانية في جزء الجزيرة المحدد في الخريطة المرفقة بمذكرة التفاهم لاسند له من أي نوع، سوى مذكرة التفاهم واذلك فان أثره مقيد ببنودها.
- (د) ـ ام مذكرة التفاهم تسبغ على إيران ولاية كاملة فقط في حدود المنطقة المتفق على احتلالها من قبل القوات الإيرانية والمحددة بموجب الخريطة المرفقة بمذكرة التفاهم.
- (هـ) ـ ان مذكرة التفاهم لاتعطي إيران الحق أو الاختصاص أو السلطة في التدخل بأى طريقةٍ وتحت أي ظرفٍ في جزء الجزيرة الذي قضت مذكرة التفاهم بأنه يخضع للولاية الكاملة لـإمارة الشارقة.

وكما هو واضح من مجرى الأحداث فان توقيع امارة الشارقة على مذكرة التفاهم كان دون رغبة حقيقية من جانبها، انما نتيجة للضغوط والظروف القاهرة والملحة التي تمثلت بما يلي:ـ
- 1 ـ تصميم بريطانيا على الانسحاب من المنطقة في الموعد المحدد وسحب مظلة الحماية عن الإمارات.
- 2 ـ تهديدات إيران بأنها سوف تحتل الجزر الثلاث بالقوة المسلحة ما لم يتم التوصل إلى تسوية بشأنها قبل قيام الدولة الاتحادية المقترحة.
- 3 ـ تهديد إيران بعدم الاعتراف بالدولة الاتحادية المقترحة بل ومعارضتها لقيام هذه الدولة ما لم تتوصل إلى تسوية حول الجزر تتلائم مع رغبات إيران.

وهذا ما أوضحه حاكم الشارقة حين قال:ـ
لقد أردت عرض هذه المسألة على محكمة الدل الدولية في لاهاي، كما اعتزمت عرض الخلاف على الأمم المتحدة أو للتحكيم، ولكن اعترضني في كل مرة رفض إيران التي أعلنت رغبتها في اللجوء إلى القوة.
واضاف: كانت التهديدات تصلني من جميع الاتجاهات، وعندما توجهت إلى الدول العربية، قُدمت لي النصائح يالتعقل والهدوء، وأدركت عندئذ انه لم يبق للشارقة سوى أن تتصرف بمفردها وأن تعتمد على نفسها.

## انتهاكات إيران لمذكرت التفاهم

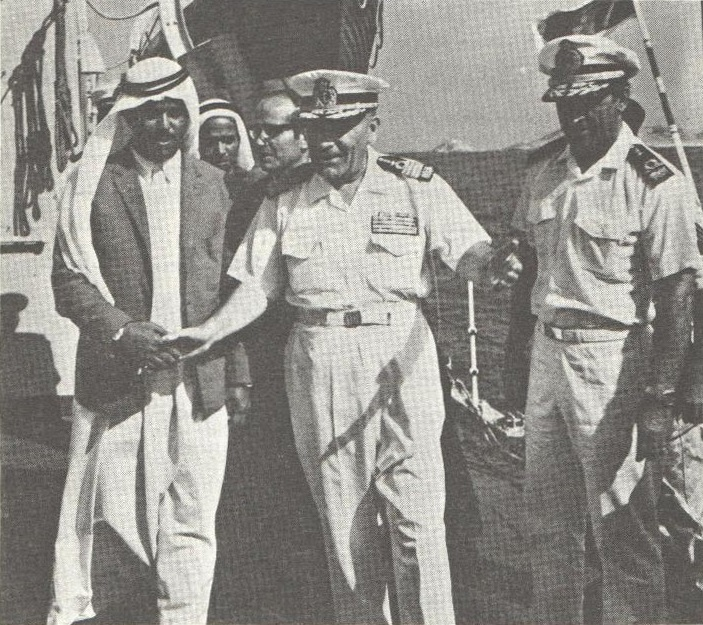
أخ حاكم الشارقة مستقبلًا القوات الإيرانية عام 1971

منذ مطلع الثمانينات وحتى الآن أقدمت إيران على العديد من التصرفات التي تشكل انتهاكاً صارخاً لمذكرة التفاهم وتدخلاً سافراً في الشؤون الداخلية لدولة الإمارات العربية المتحدة وان الدولة لاتجد تفسيراً لهذه التصرفات سوى رغبة إيران في ضم الجزيرة وبسط السيادة الإيرانية عليها. ومن أمثله هذه التصرفات:
- (أ) ـ التعدي على الأراضي التابعة لدولة الإمارات والتي تقع خارج حدود جزء الجزيرة المخصص للتواجد الإيراني وذلك ببناء طرق ومطار ومنشآت مدنية وعسكرية وإقامة مزارع.
- (ب) ـ التدخل في الحياة اليومية لمواطني دولة الإمارات المقيمين في الجزيرة وذلك بمنعهم من إقامة مبان جديدة أو ترميم المباني القائمة واغلاق المحال التجارية وعدم السماح بإعادة فتحها الا بعد الحصول على ترخيص بذلك من السلطات الإيرانية.
- (ج) ـ الزام سكان الجزيرة بالقدوم إليها ومغادرتها عن طريق مركز إيراني.
- (د) ـ فرض الحصول على اذنٍ مسنقٍ عند قدوم الموظفين الجدد للجزيرة وعند استبدالهم.
- (هـ) ـ قيام إيران بوضع أنظمة للصواريخ في الجزء الذي تنص مذكرة التفاهم على أن يتبع دولة الإمارات العربية المتحدة.
- (و) ـ عرقلة عمل شرطة دولة الإمارات العربية المتحدة وذلك بسبب الدوريات العسكرية الإيرانية التي تجوب شوارع وأسواق الجزيرة.
- (ز) ـ اغلاق روضة أطفال الجزيرة وطرد التلاميذ ومدرسيهم.
- (ح) ـ دخول مخفر الشرطة وتوجيه اهانات إلى أفراد الشرطة والتصرف معهم تصرفات غير لائقة.
- (ط) ـ اعتقال بعض الصبية عندما يلهون أمام منازلهم في الجزيرة.
- (ي) ـ طرد 60 عاملاً من الجزيرة في مارس 1992 وتخيير المعلمين والمقيمين من غير مواطني دولة الإمارات بين حمل الهوية الإيرانية أو مغادرة الجزيرة نهائياً.
- (ك) ـ منع المعلمين الذين يعملون في الجزيرة وبعض مواطني الدولة من النزول فيها في نهاية أغسطس 1992 وقطع مرساة السفينة التي كانت تقلهم.
- (ل) ـ اعتراض السفن الإيرانية العسكرية لقوارب الصيد التابعة لمواطني الإمارات في المياه الإقليمية للدولة والتحقيق معهم ومصادرة قواربهم.

ومن تلك التجاوزات التعدي على الجزء الواقع تحت سلطة الإمارات في جزيرة أبوموسى بوضع أنظمة للصواريخ في ذلك الجزء، كذلك إنشاء بلدية تابعة لمحافظة بندر عباس. لقد تحولت الجزء التابعة للإمارات إلى قاعدة عسكرية متطورة بنت فيها إيران موانئ للزوارق الطوربيدية السريعة وللسفن الحربية، ومطاراً عسكرياً متطوراً امتد مدرجه عدة كيلومترات فوق أرض الجزيرة وفي القسم التابع لدولة الإمارات.
وقد أقدمت إيران مؤخراً على انتهاك آخر لسيادة الإمارات بتسييرها خطاً جوياً يربط بين مدينة بندر عباس وجزيرة أبوموسى، وذلك تشجيعاً للمواطنين الإيرانيين للاستيطان في الجزيرة التي لم يكن يسكنها من قبل أي إيراني.
لقد تابعت دولة الإمارات العربية المتحدة قضية عروبة جزيرة أبوموسى وجزيرتي طنب الكبرى وطنب الصغرى على كافة الأصعدة والمستويات العربية والدولية طارحة الدعوة للتفاهم المباشر مع الجارة إيران لحل هذه القضية من منطلق العدالة وحسن الجوار.
واعترفت حكومة دولة الإمارات العربية المتحدة بمذكرة التفاهم انطلاقاً من الحرص على الأخوة الإسلامية وعلى مبدأ حسن الجوار، رغم أن هذه المذكرة تخالف مواد دستور الدولة الذي أعلن بقيام الاتحاد والذي ينص على عدم التفريط بالسيادة الوطنية على أراضي الدولة ومياهها، كما كان اعتراف الدولة بهذه المذكرة التزاماً منها بالالتزامات المترتبة على الإمارات قبل قيام الدولة الاتحادية.